# Samad Behrangi

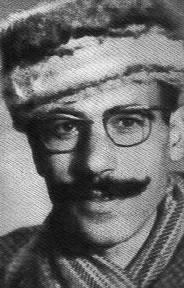
Samad Behrangi

Samad Behrangi (* 24. Juni 1939 in Täbris; † 31. August 1967 ebenda, aserbaidschanisch صمد بهرنگی [sæˈmæt behræŋˈgʲɪ], persisch صمد بهرنگی [sæˈmæd ɛ beɦræŋˈgʲiː]) war ein iranischer Schriftsteller, Lehrer, Journalist und Bürgerrechtler. Er wurde im Bezirk Tscherendab, Täbris, in ärmlichen Verhältnissen geboren. Nach dem Studium war er als Lehrer in verschiedenen, meist abgelegenen Dörfern in Aserbaidschan tätig. In seiner Rolle als Schriftsteller kritisierte er die damalige Politik im Iran.

## Schriftstellerische Tätigkeit
Samad Behrangi wurde im Jahr 1939 in der Stadt Täbris in bescheidenen Verhältnissen geboren. Im Alter von 16 Jahren begann er eine Ausbildung als Lehrer und bereits zwei Jahre später begann er, an Dorfschulen zu unterrichten. Parallel zu seiner Arbeit studierte er an der Universität Täbris Englisch.
In seinem beruflichen Leben war Behrangi dem damaligen iranischen Schulsystem gegenüber kritisch eingestellt. Er fand, dass es an die Bedürfnisse der iranischen Bevölkerung schlecht angepasst war, besonders an die Landbevölkerung, weil es bezüglich Inhalt und Verwaltung zu stark an die westlichen Bildungssysteme angelehnt war. Auch fand er, dass es nicht richtig war, Kinder mit aserbaidschanischer Muttersprache auf Persisch zu unterrichten. Diese Fragen behandelt er in seinem Werk Untersuchungen über die Bildungsproblematik im Iran, das im Jahr 1960 veröffentlicht wurde. Behrangi trat dafür ein, dass die Bildungseinrichtungen mehr Freiheit und Autonomie bekommen sollten, um sich an die Bedürfnisse ihrer Zielgruppe anzupassen.
Neben seinen pädagogischen Pflichten interessierte sich Behrangi für die Volkstraditionen Aserbaidschans. Er sammelte Märchen und mündliche Überlieferungen Aserbaidschans und veröffentlichte sie gemeinsam mit seinem Freund Behrooz Dehqani unter dem Titel Märchen von Aserbaidschan im Jahre 1965, ein zweiter Band erschien 1968.
Behrangi bewegte sich in politisch linken Gruppen, so gehörte sein Freund Dehqani zu den Gründern der täbriser Zelle der Gruppe Ahmadzadeh-Puyan. In den späten 1960er Jahren schrieb Behrangi einige Novellen, für die er allgemeine Anerkennung fand. Sein bekanntestes Werk heißt Der kleine schwarze Fisch; es ist eine Erzählung aus dem Jahre 1968, die auch als politische Anspielung gelesen werden kann und das Regime des Schah stark angreift. Im September 1968 verunglückte Behrangi in der Nähe der sowjetischen Grenze, als er dort Volkssagen sammeln wollte. Er wurde ertrunken im Fluss Aras aufgefunden. Sein Tod wurde niemals geklärt und wird häufig auf das Zutun der Geheimpolizei SAVAK zurückgeführt.

## Werke (Auswahl)
- Der kleine schwarze Fisch (zahlreiche Ausgaben auf Deutsch; u. a. erschienen im Zambon-Verlag, Frankfurt o. J., ISBN 3-88975-024-9)
- Uldus und die Krähen
- 24 Stunden Wachen und Träumen (dt. Übersetzung erschienen im Zambon-Verlag, Frankfurt o. J., ISBN 3-88975-024-9)
- Uldus und die sprechende Puppe
- Die alte Frau und das goldene Küken
- Der kleine Zuckerrübenverkäufer
- Das Märchen der Liebe
- Untersuchungen über die Bildungsproblematik im Iran